# 桂春団治 (小説)
『桂春団治』（かつらはるだんじ）は、1951年（昭和26年）に発表、1962年（昭和37年）に刊行された長谷川幸延による日本の小説である。実在の落語家・初代桂春団治を題材としている。
同作を原作として1951年（昭和26年）に松竹新喜劇により舞台化、また1956年（昭和31年）に『世にも面白い男の一生 桂春団治』 、1965年（昭和40年）に『色ごと師春団治』として映画化されている。

## 略歴・概要
小説『桂春団治』の初出は、1951年12月の『オール讀物』昭和26年12月号（文藝春秋）である。翌1952年（昭和27年）4月の第26回直木賞にノミネートされたが、賞は逃した。単行本は大幅に加筆されて、1962年（昭和37年）に角川書店から刊行された。

## 書誌情報
- 小説 桂春団治（1962年、角川書店）
- 小説 桂春団治（2009年2月13日、たちばな文芸文庫、ISBN 978-4-8133-2259-7）

## 舞台
松竹新喜劇により舘直志の脚色で舞台化され、1951年（昭和26年）に初演された。
また藤田まことの主演により、『浪花恋しぐれ 桂春団治』の題名で複数回演じられている。

## 映画（1956年版）
『世にも面白い男の一生 桂春団治』（よにもおもしろいおとこのいっしょう かつらはるだんじ）は、1956年（昭和31年）宝塚映画製作・東宝配給、長谷川幸延の小説『桂春団治』を原作とした木村恵吾監督による日本の長篇劇映画である。
この映画で初代春団治に注目が集まったことが、当時の2代目桂福團治に3代目桂春団治を襲名させる背景の一つになった。また4代目桂福團治や2代目桂春蝶は、この映画がきっかけで噺家を志している。

### スタッフ・作品データ
- 製作 : 滝村和男
- 企画 : 佐藤一郎
- 監督 : 木村恵吾
- 原作 : 長谷川幸延『桂春団治』
- 脚本 : 渋谷天外、木村恵吾
- 撮影 : 三村明
- 照明 : 入江進
- 美術監督 : 水谷浩
- 録音 : 志木田隆一
- 音楽 : 船越隆二
- 製作 : 宝塚映画
- 上映時間 （巻数 / メートル） : 108分 （12巻 / 2,961メートル）
- フォーマット : 白黒映画 - スタンダードサイズ（1.37:1） - モノラル録音

### キャスト
- 森繁久彌 - 桂春団治
- 田村楽太 - 坂井力蔵
- 淡島千景 - おたま
- 高峰三枝子 - おりゅう
- 八千草薫 - とき
- 浮世亭歌楽 - 桂円治郎
- 田中春男 - 立花屋花橘
- 西川ヒノデ - 浪花屋蝶治
- 杉山昌三九 - 双竜軒梅月
- 青山正雄 - 双竜軒梅丸
- 桂春坊 - 林家染丸
- 毬るい子 - おてる
- 本郷秀雄 - 桂小春団治
- 守住清 - 桂福団治
- 山路義人 - 戎
- 松鶴家光晴 - 加藤
- 浮世亭夢若 - 山口
- 加津一 - 林田
- 石田茂樹 - 東条
- 日夏有里 - お美代
- 森健二 - 源三
- 旗一郎 - 亀八
- 石田守衛 - 為之助
- 楠栄二 - 伝吉
- 丹羽円四郎 - 仙吉
- 大路三千緒 - おせん
- 藤本幸次郎 - 伊左吉
- 千石規子 - おりん
- 都家文雄 - 庄八
- 有明月子 - おその
- 清水元 - 野伏
- 寺島雄作 - 伊兵衛
- 芝田総二 - 池田屋
- 森川金太郎 - 斎木
- 横山エンタツ - 小林
- 水代玉藻 - 南
- 浪花千栄子 - おあき
- 三好栄子 - おとり
- 有田たね - おさく
- 吉川雅恵 - おさん
- 宇津保千春 - 金弥
- 関根永三郎 - 善吉
- 夏亜矢子 - お豊
- 翼ひかる - 芸者
- 汐風享子 - 二鶴のおかみ

## 映画（1965年版）
『色ごと師春団治』（いろごとしはるだんじ）は、1965年（昭和40年）東映製作・配給、長谷川幸延の小説『桂春団治』を原作とした藤山寛美主演・マキノ雅弘監督による日本の長篇劇映画である。
1965年4月に"東映喜劇路線"を打ち出した当時の岡田茂東映京都撮影所所長が、その第一弾として本作を企画した。第二弾が鈴木則文の監督のデビュー作『大阪ど根性物語 どえらい奴』。

### スタッフ・作品データ
- 企画 : 俊藤浩滋、橋本慶一
- 監督 : マキノ雅弘
- 原作 : 長谷川幸延『桂春団治』
- 脚本 : 舘直志、中島貞夫
- 撮影 : 鈴木重平
- 照明 : 和多田弘
- 美術 : 矢田精治
- 録音 : 野津裕男
- 音楽 : 菊池俊輔
- 製作 : 東映京都撮影所
- 上映時間 （巻数 / メートル） : 89分 （8巻 / 2,444メートル）
- フォーマット : 白黒映画 - スコープ・サイズ（2.35:1） - モノラル録音

### キャスト
- 藤山寛美 - 桂春団治
- 長門裕之 - 力松
- 南田洋子 - おたま
- 丘さとみ - お千代
- 藤純子 - おとき
- 藤山直子 - 春子
- 富永佳代子 - おとよ
- 浅茅しのぶ - おりん
- 林家染丸 - 文治
- 田中春男 - 戎
- 茶川一郎 - 花橘
- 神戸瓢介 - 福団治
- 山城新伍 - 小春団治
- 天王寺虎之助 - 大島
- 人見きよし - 小文枝
- 遠藤辰雄 - 染丸
- 佐々五郎 - 三木助
- 国一太郎 - 円治
- 名護屋一 - 小馬
- 松代章子 - おてる
- 高橋漣 - お民
- 牧淳子 - おさん
- 日高綾子 - 門附の母親
- 尾上華丈 - 与吉
- 浅草四郎 - 斎木
- 岡八郎 - 池田
- 汐路章 - 林田
- 平参平 - 執達使
- 内田朝雄 - 小林
- 山乃美七子 - 南

## 註
1. 1 2 3  長谷川幸延、直木賞のすべて、2009年11月25日閲覧。
2. ↑  “喜劇百年の歴史”. 松竹新喜劇公式サイト.   松竹. 2021年5月10日閲覧。
3. ↑  戸田学『上方落語の戦後史』岩波書店、2014年、pp.202 - 203
4. ↑  『上方落語の戦後史』p.214
5. ↑  『上方落語の戦後史』p.251
6. 1 2 3  “〔娯楽〕 東映喜劇路線に本腰 人間味あふれた笑い 巨匠、新人監督で競い合う 『色ごと師春団治』など登場”. 読売新聞夕刊 (読売新聞社):  p. 10. (1965年4月30日)